# August Giacomo Jochmus

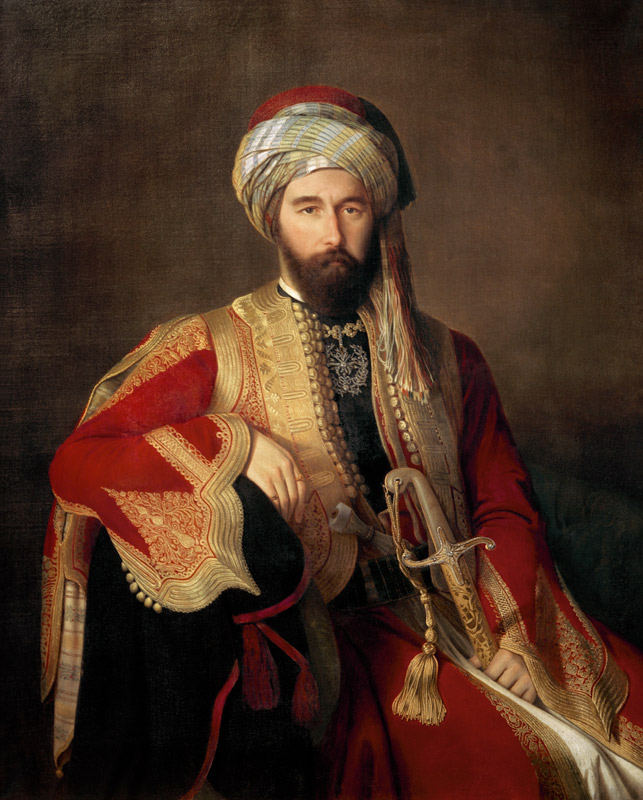
Carl zu Wied-Neuwied: August Giacomo Jochmus (1808–1881) in osmanischer Uniform, 1849

August Giacomo Jochmus (seit 1860:) Freiherr von Cotignola (* 27. Februar 1808 in Hamburg; † 14. September 1881 in Bamberg) war ein österreichischer Feldmarschallleutnant und deutscher Reichsminister. Er verbrachte sein Leben als Offizier in griechischen, britischen, spanischen und türkischen Diensten, war 1849 Außen- und Marineminister des Deutschen Reiches und beendete seine Laufbahn als österreichischer Feldmarschallleutnant.

## Leben
August Jochmus ist der sonderbare Fall eines im 19. Jahrhundert in verschiedenen ausländischen Diensten ergrauten Soldaten, der am Ende seiner Laufbahn als General in die österreichische Armee übernommen wurde, aber dort praktisch keinen Dienst mehr leistete.
Jochmus stammte aus einer Hamburger Kaufmannsfamilie. Er ging zunächst nach Paris, um Militärwissenschaften zu studieren und begab sich 1827, mit 19 Jahren, nach Griechenland, wo er als Adjutant des Generals Richard Church am griechischen Befreiungskampf teilnahm. Er war bereits im Alter von zwanzig Jahren Hauptmann und arbeitete dann als Generalstabsoffizier im griechischen Kriegsministerium.
Durch Intrigen der Nationalpartei verärgert, ging er 1835 nach England, von wo mit der britisch-spanischen Fremdenlegion nach Spanien zog. Hier wurde er zum Stabschef des Generalquartiermeisters ernannt, 1837 zum Brigadegeneral befördert und schließlich Chef eines Armeekorps.
Nach Beendigung des Bürgerkrieges kehrte er 1838 nach England zurück, von wo ihn Lord Palmerston bald darauf nach Konstantinopel entsandte, um den Krieg gegen Syrien vorzubereiten. 1840 wurde Jochmus von der Hohen Pforte zum Divisionsgeneral befördert. Er war dann als Chef des Generalstabs der vereinigten türkisch-britisch-österreichischen Armeen, die gegen den aufständischen Muhammad Ali Pascha von Ägypten kämpften, bei der Einnahme von St. Jean d’Acre im November 1840 beteiligt. Das teilnehmende österreichische Kontingent stand unter dem Kommando des Vizeadmirals Erzherzog Friedrich. Im Dezember 1840 übernahm er den Oberbefehl über das türkische Heer und wurde nach Beendigung des Feldzugs im Februar 1841 im türkischen Kriegsministerium beschäftigt. Zum türkischen Divisionsgeneral und Pascha mit zwei Rossschweifen ernannt, diente er bis 1848 im türkischen Kriegsministerium.
Die Märzrevolution 1848 rief ihn schließlich nach Deutschland zurück. Reichsverweser Erzherzog Johann von Österreich setzte ihn als Außen- und Marineminister ein. Nach dem Rücktritt des Erzherzogs und der Auflösung des Reichsministeriums im Dezember 1849 zog sich Jochmus ins Privatleben zurück.
Schließlich ließ er sich in Österreich nieder, wo sein Sohn Carlos (1842–1914) die Kadettenschule in Hainburg und die Theresianische Militärakademie besuchte. Zunächst versuchte er vergeblich, in die österreichische Armee aufgenommen zu werden. 1859 wurde Jochmus von der österreichischen Regierung zur Verwendung im Krieg bestimmt, wurde allerdings nicht mehr tätig. Nach dem Vorfrieden von Villafranca erhob ihn der Kaiser mit dem Prädikat „von Cotignola“ in den Freiherrenstand. Im Kriegsjahr 1866 glückte ihm die Übernahme als Feldmarschallleutnant. Wegen der raschen Beendigung des Krieges mit Preußen gelangte er jedoch nicht mehr zu einem Kriegseinsatz.
Er unternahm in den Jahren 1870 und 1871 noch eine Weltreise, nach deren Beendigung er in Bamberg bei seiner Schwester lebte, wo er am 14. September 1881 starb.

## Werke
- Georg Martin Thomas (Hrsg.): August von Jochmus’ Gesammelte Schriften. 4 Bände. Cohn, Berlin 1883–84, Band 1–2 (archive.org), Band 3–4 (archive.org).
- Der syrische Krieg und der Verfall des Osmanen-Reiches seit 1840 (Digitalisat in der Google-Buchsuche).